# Kamov Ka-26
El Kamov Ka-26 (designación OTAN: Hoodlum) es un helicóptero soviético ligero de rotores coaxiales con dos motores radiales.

## Diseño y desarrollo
El Ka-26 entró en producción en 1966. Se han construido 850. El Ka-126 fue una variante con un solo motor.  Todas las variantes Ka-26/126/128/226 tienen el código "Hoodlum". La versión derivada con dos motores turboeje es el Ka-226.
El fuselaje del Ka-26 consta de una burbuja que contiene la cabina del piloto y copiloto, además de una caja desmontable, disponible en variantes de evacuación médica, transporte de pasajeros y versiones agrícolas. El helicóptero puede volar con o sin la caja adjunta, dándole una gran flexibilidad en su uso. El Ka-26 es lo suficientemente pequeño y muy manejable lo que le permite aterrizar en un camión de gran tamaño.
La principal debilidad de la Ka-26 es su planta motriz. Está alimentado por dos motores radiales Vedeneyev M-14V-26 de 325 CV (242 kW) montados en góndolas fuera de borda. Los motores a pistón, aunque son más sensible que los turboeje modernos, son de mantenimiento relativamente intensivo. El Ka-26 tiene poca potencia con sus dos motores radiales, especialmente cuando se utiliza en tareas de fumigación, donde el exceso de carga es común. Ningún otro helicóptero existe en el mundo que funcione a una potencia constante del motor del 95% para la mayor parte de su régimen de vuelo. Esto deja al piloto poca potencia de reserva en caso de emergencia. Debido a la sobrecarga frecuente, el eje de interconexión que une los dos motores es propenso a la rotura y requiere inspecciones frecuentes.
La instrumentación estándar del Ka-26 se asemeja a la de las grandes aeronaves Kamov y se considera excesivo para el uso civil y fumigación. El gran panel de la cabina con 18 instrumentos principales dificulta la visibilidad inferior derecha, que es crucial para evitar las líneas eléctricas y telefónicas en tareas de agricultura y otras operaciones de baja altitud. Es una práctica común reemplazar el panel de instrumentos con un diseño simplificado, manteniendo sólo los seis instrumentos básicos, útil para una mejor visión.
La baja altura del rotor inferior requiere que los pasajeros y la tripulación se acerquen desde la parte trasera cuando los rotores están girando, ya que, en la parte delantera de la aeronave, es suficientemente baja como para alcanzar la cabeza de una persona.

## Historia operacional
El Ka-26 fue utilizado por algunos ejércitos WARPAC en el papel de desembarco o aerotransportadas, pero su vulnerabilidad por su baja velocidad (150 km/h) limita el uso militar. Es, sin embargo, sumamente útil para fumigación. La configuración coaxial del rotor principal, lo que le hace más pequeño y ágil, también se traduce en un patrón de flujo de aire delicado en el helicóptero, proporcionando una completa pero suave distribución de productos químicos en las plantas. El Ka-26 es a menudo utilizado para rociar las explotaciones de uva en Hungría, donde helicópteros de diseño convencionales "de rotor principal y rotor de cola" pueden ocasionar daños con su flujo de aire. Los operadores húngaros del Kamov afirman que los rotores coaxiales de los Ka-26 crean una corriente de aire que permite a los pesticidas llegar debajo, en lugar de en la parte superior de las hojas, esto significa una distribución mucho más eficaz de los plaguicidas, pues la mayoría de las plagas y los parásitos no viven en la parte superior del follaje. Además, el sistema de vórtices coaxial es simétrico, lo que permite a la distribución de los plaguicidas ser más uniforme. Véase vórtices simétricos

## Variantes

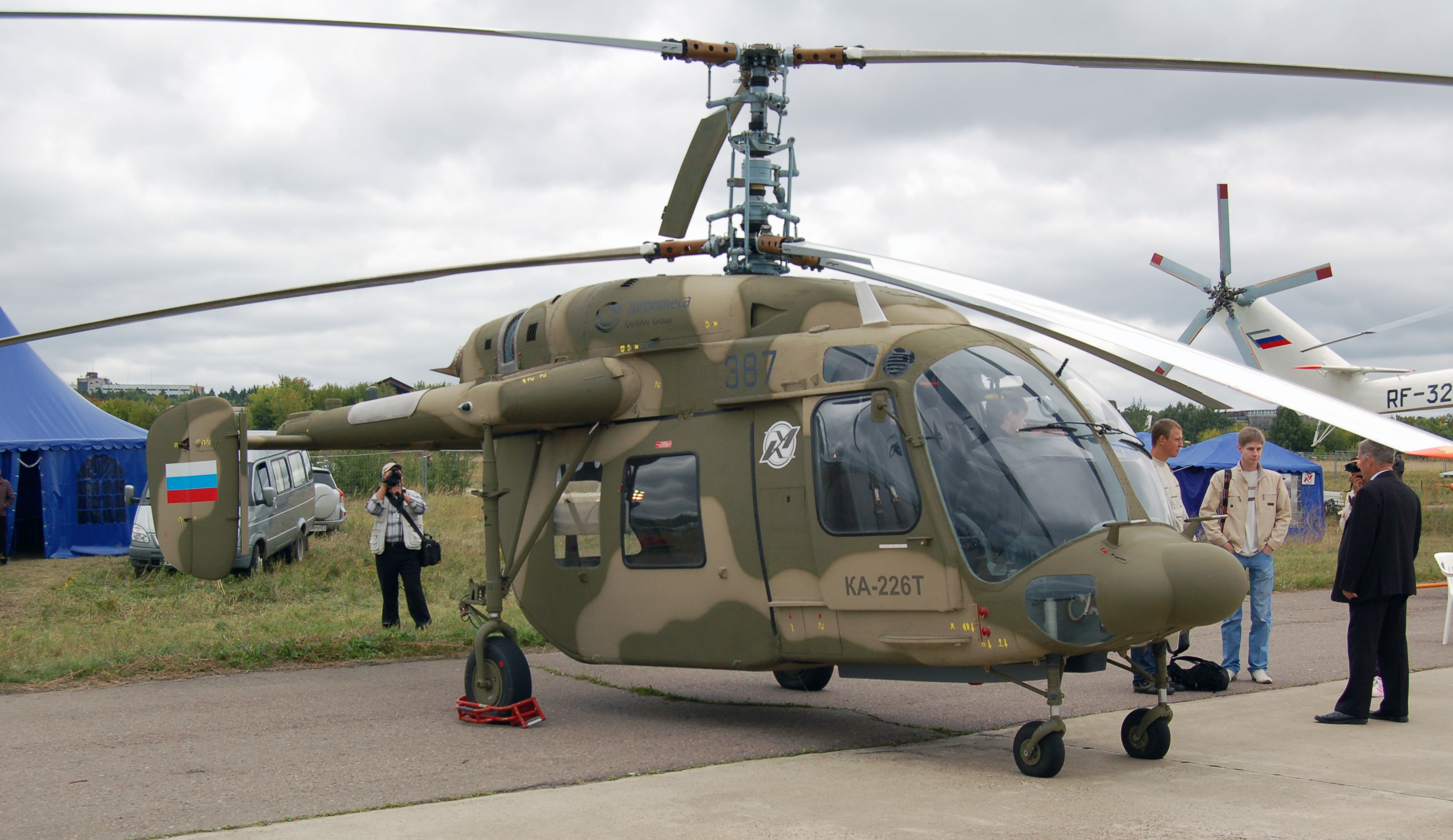
Helicóptero Ka-226T en estacionamiento estático MAKS-2009.

Ka-26-A Hoodlum: Helicóptero utilitario ligero de uno o dos tripulantes, propulsado por dos motores VMK (Vedeneyer) M-14V-26 de 325 caballos de fuerza (243 kW) con motor de pistón radial; 850 construidos.
Ka-26SS: Banco de pruebas de la tecnología NOTAR para el Ka-118.
Ka-126 Hoodlum-B: Helicóptero utilitario ligero de uno o dos tripulantes, impulsado por un motor de turbo-eje OMKB "Mars" (Glushenkov) TVD-100 con 720-shp (537 kW). Voló por primera vez en 1986 y construido bajo licencia por IAR en Rumania. Dos prototipos y 15 helicópteros de serie construidos.
V-60: Prototipo ligero de escolta armada basado en el Ka 126.
Ka-128: Un prototipo, impulsado por un motor de turboeje Turbomeca Arriel 1D1 de 722-shp (538 kW).
Kamov Ka-226: Helicóptero de servicio de seis o siete asientos, impulsado por dos motores turboeje Rolls-Royce (Allison) 250-C20R de 450 shp (335 kW).

## Operadores

### Operadores militares
Lituania
- (policía)

### operadores Civiles
Rusia
- Gazpromavia

## Especificaciones

### Características generales
- Tripulación: 2
- Capacidad: 6 pasajeros
- Carga:
  - 900 kg (tolva química) 

  - 1100 kg (grúa volante)
- Longitud: 7,8 m (25,4 ft)
- Diámetro rotor principal: 13 m (42,7 ft)
- Altura: 4,1 m (13,3 ft)
- Área circular: 265,5 m² (2857,9 ft²)
- Peso vacío: 1950 kg (4297,8 lb)
- Peso máximo al despegue: 3250 kg (7163 lb)
- Planta motriz: 2× Motor radial Vedeneyev M-14 V-26.
  - Potencia: 239 kW (330 HP; 325 CV) cada uno.

### Rendimiento
- Velocidad máxima operativa (Vno): 170 km/h (106 MPH; 92 kt)
- Alcance: 400 km (216 nmi; 249 mi) o más de 3,5 horas en vuelo.
- Techo de vuelo: 3000 m (9843 ft)